# Thu Hằng
Nguyễn Thị Thu Hằng (sinh năm 1987) thường được biết đến với nghệ danh Thu Hằng, là một nữ ca sĩ thành công với dòng nhạc trữ tình. Năm 2016, cô đoạt giải quán quân chương trình Solo cùng Bolero.

## Tiểu sử
Thu Hằng sinh năm 1987 tại Nghệ An, trong gia đình có ba chị em gái. Năm 12 tuổi, bố mẹ ly dị, cô ở với mẹ. Năm 15 tuổi, Thu Hằng học Trung cấp Nhạc viện Hà Nội, khoa nhạc cụ dân tộc trong 4 năm và theo học tiếp 7 năm ngành thanh nhạc tại trường Nghệ thuật Quân đội. Vì hoàn cảnh gia đình khó khăn, Hằng giấu bố mẹ và tự đi làm để lo tiền ăn và học phí để bố mẹ đỡ vất vả. Cô xin rửa chén cho quán phở, chạy bàn cà phê. Sau khi tốt nghiệp cô bắt đầu tham gia ca hát trong quân đội và thường đi công tác phục vụ các chiến sĩ ở các quân khu.

### Sự nghiệp
—Thu Hằng
Năm 2015, Thu Hằng tham gia chương trình Giọng hát Việt nhưng sớm bị loại. Cô được Đàm Vĩnh Hưng khuyên nên theo đuổi dòng nhạc trữ tình. Năm 2016, cô đăng ký tham gia cuộc thi Solo cùng Bolero và đoạt giải quán quân. Năm 2018, cô đoạt giải quán quân Người kể chuyện tình mùa 2.
Ngày 24 tháng 1 năm 2018, Thu Hằng ra mắt MV Thân gái xa nhà - một sáng tác của nhạc sĩ Kanna Nguyễn dành tặng cho cô và giới thiệu album đầu tay "Người Tình Không Đến".

## Album

### CD
- Người tình không đến

### MV
- Ai khổ vì ai
- Chuyện người con gái
- Em vẫn hoài yêu anh
- Thân gái xa nhà

## Giải thưởng và đề cử
| Năm  | Lễ trao giải                 | Hạng mục                       | Đề cử                         | Kết quả   | Chú thích |
| ---- | ---------------------------- | ------------------------------ | ----------------------------- | --------- | --------- |
| 2016 | Solo cùng Bolero             | —                              | —                             | Quán quân | [ 6 ]     |
| 2018 | Người kể chuyện tình (mùa 2) | —                              | —                             | Quán quân | [ 7 ]     |
| 2018 | Giải Mai Vàng                | Ca sĩ hát nhạc âm hưởng dân ca | Thân gái xa nhà (Kana Nguyễn) | Đề cử     | [ 8 ]     |